# Aenictus vagans
Aenictus vagans é uma espécie de formiga do gênero Aenictus.